# Béatrix de la Conception
Pour les articles homonymes, voir Béatrice de la Conception (homonymie).
Béatrix de la Conception (1569-1646) est une carmélite déchaussée espagnole, compagne d'Anne de Jésus, dans la fondation de carmels thérésiens en France et en Belgique. 

## Biographie
Béatrix de la Conception est née en 1569, à Arévalo (Espagne), fille de Don Pedro de Zuniga et de Doña Antonia Palomeca, apparentés aux ducs de Béjar. Entrée chez les carmélites déchaussées à Salamanque, elle fait profession en 1591. Une dizaine d'années plus tard, elle est choisie pour accompagner Anne de Jésus, prieure de Salamanque, Isabelle des Anges, sous-prieure, et trois autres religieuses, dans l'implantation du Carmel en France, à la demande de Bérulle, et dans les Pays-Bas espagnols, à la prière de l'infante Isabelle. 
Parties le 20 août 1603, elles rejoignent Anne de Saint-Barthélemy et une autre consœur à Avila, avant de gagner Paris et de fonder, le 18 octobre, le couvent de l'Incarnation, dont Béatrix sera la sous-prieure. Le 15 janvier 1605, les religieuses partent établir un carmel à Pontoise; Béatrix y demeurera deux ans, en tant que maîtresse des novices. En 1607, elle accompagne Anne de Jésus jusqu'à Bruxelles, où les carmélites sont reçues à la cour des Archiducs, le 12 janvier, avant de fonder officiellement un monastère, le 25 du même mois. Béatrice devient sous-prieure; elle remplacera Anne de Jésus à la tête de la communauté, au décès de celle-ci, en 1621. Par la suite, elle sera encore prieure à deux reprises, sous la pression du gouverneur des Pays-Bas, le dévot Albert d'Autriche, qui lui portait une grande estime. 
Le 17 juin 1630, cependant, elle retrouve Salamanque, selon son souhait, après être repassée par Paris. Au bout de quatre mois, la communauté  l'élit pour supérieure; Béatriz refuse en alléguant la fièvre quarte dont elle était travaillée, écrit Jean-Noël Paquot. Sa sœur, Jeanne du Saint-Esprit, accepte le poste, mais elle décède avant la fin de son mandat, et Béatrix se voit contrainte de prendre la direction du couvent. En dépit de son désir de mener une vie retirée, à l'exemple de sainte Thérèse, elle sera encore promue ultérieurement, avant qu'une crise d'hydropisie la rende définitivement inapte à toute fonction. Elle décédera en odeur de sainteté, à Salamanque, le 12 janvier 1646.